# حاجز بحري حلزوني
يعد الحاجز البحري اللولبي (Spiral Jetty) عملاً فنيًا فريدًا ورائعًا، وكان له تأثير كبير على عالم الفن. إنه عمل يتحدى تعريفنا للفن، ويدعونا إلى التفكير في العلاقة بين الإنسان والطبيعة.

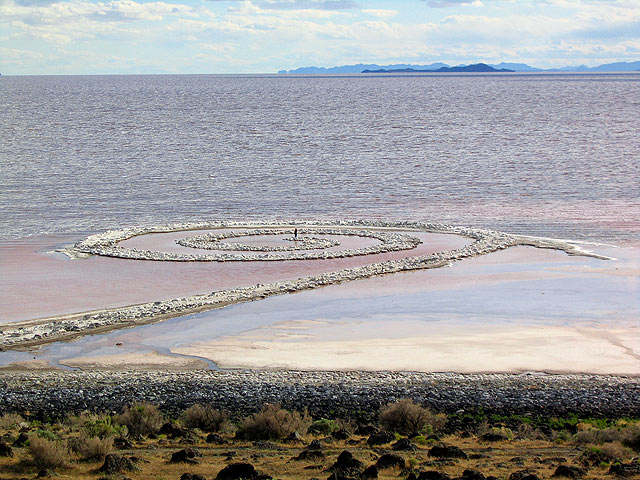
الحاجز البحري اللولبي (Spiral Jetty)

تم إنشاء الحاجز البحري الحلزوني في يومين فقط من قبل الفنان الأمريكي روبرت سميثسون في عام 1970، باستخدام أكثر من 6000 طن من صخور البازلت والأرض، في شبه جزيرة روزل بوينت، على الشاطئ الشمالي الشرقي لبحيرة سولت الكبرى في ولاية يوتا.
وهو حاجز يتغير باستمرار باختلاف مستوى البحيرة والظروف الجوية، وقد يؤدي ذلك إلى غمر الحاجز جزئيًا أو كليًا. في عام 2002، في أعقاب الجفاف الشديد، برز الحاجز الحلزوني بالكامل من البحيرة لأول مرة منذ عقود. وكانت هذه فرصة فريدة لمشاهدة العمل بأكمله، الذي جذب انتباه الجمهور الدولي.
يعد الحاجز البحري اللولبي عملاً مبدعًا يستمر في إلهام الفنانين وعشاق الفن حول العالم. إنه عمل يذكرنا بجمال الطبيعة وهشاشتها، ويدعونا للتأمل في تأثيرنا على البيئة.
الطول: 457.2 متر
العرض : 4.5 متر
يمتد لأكثر من ربع كيلومتر.